# جامعة كييف الوطنية للثقافة والفنون
جامعة كييف الوطنية للثقافة والفنون مؤسسة تعليم عالي أوكرانية، (بالأوكرانية: Київський національний університет культури і мистецтв) هي جامعة تقع في كييف عاصمة أوكرانيا. أُسِّسَت هذه الجامعة في سنة 1968.

## مجموعات فنية
1-الفرقة الشعبية «كرالتسيا» برئاسة إيفان سينيلنيكوف
2-جوقة بافلوتشينكو الشعبية الأوكرانية برئاسة أولينا سكوبتسوفا.
3- جوقة «أنيما» الأكاديمية برئاسة ناتاليا كريشكو

## خريجون متميزون.
1-أعضاء داكابراخا، أولينا تسيبولسكا، إيرينا كوفالينكو، نينا جارنيتسكا، التي فازت بجائزة شيفتشينكو في عام 2020
2-مثلت كاترينا بافلينكو، قائدة فرقة Go A ، أوكرانيا في Eurovision 2021 .
3- Mykhailo Poplavsky [ المملكة المتحدة ] ، بعد ذلك - رئيس الجامعة.